# NGC 7559
NGC 7559 (również PGC 70864 lub UGC 12463) – galaktyka eliptyczna (E0), znajdująca się w gwiazdozbiorze Pegaza. Odkrył ją William Herschel 19 października 1784 roku. Towarzyszy jej znacznie mniejsza galaktyka PGC 70852, nazywana czasem NGC 7559A lub NGC 7559B.